# Burmistrzowie Launceston
Lista zawiera burmistrzów miasta Launceston.

## 1853 - 1900
| Lp. | Burmistrz               | Lata        |
| --- | ----------------------- | ----------- |
| 1   | William Stammers Button | 1853 - 1856 |
| 2   | Henry Dowling           | 1857 - 1861 |
| 3   | John Fawns              | 1862        |
| 4   | William Hart            | 1863        |
| 5   | Abraham Barrett         | 1864        |
| 6   | Ayde Douglas            | 1865 - 1866 |
| 7   | John Scott              | 1867 - 1868 |
| 8   | William Hart            | 1869        |
| 9   | Alexander Webster       | 1870        |
| 10  | Alfred Harrap           | 1871 - 1872 |
| 11  | John Murphy             | 1873 - 1874 |
| 12  | Alfred Harrap           | 1875 - 1877 |
| 13  | William Turner          | 1878 - 1879 |
| 14  | Ayde Douglas            | 1880 - 1882 |
| 15  | Alfred Harrap           | 1883        |
| 16  | Landon Fairthorne       | 1884        |
| 17  | Henry Button            | 1885        |
| 18  | Peter Barrett           | 1886        |
| 19  | Robert Carter           | 1887        |
| 20  | Bernard P.Farrelly      | 1888        |
| 21  | David Scott             | 1889        |
| 22  | Samuel John Sutton      | 1890 - 1892 |
| 23  | Henry Jennings Dean     | 1893        |
| 24  | Robert Henry Price      | 1894        |
| 25  | Walter Henry Ferrall    | 1895        |
| 26  | Peter McCrackan         | 1896        |
| 27  | Robert James Sadler     | 1897        |
| 28  | Samuel John Sutton      | 1898        |
| 29  | Edward Henry Panton     | 1899 - 1900 |

## 1901 - 2001
| Lp. | Burmistrz                     | Lata        |
| --- | ----------------------------- | ----------- |
| 30  | Frederick Kirk Fairthorne     | 1901 - 1902 |
| 31  | David Storrer                 | 1903        |
| 32  | James William Pepper          | 1904 - 1905 |
| 33  | Charles Russen                | 1906        |
| 34  | Patrick Boland                | 1907 - 1908 |
| 35  | William Charles Wilson        | 1909        |
| 36  | William Claude Oldham         | 1910 - 1911 |
| 37  | George Paton                  | 1912        |
| 38  | George Hills                  | 1913        |
| 39  | Richard Gee                   | 1914        |
| 40  | Frank Percy Hart              | 1915 - 1916 |
| 41  | William Coogan                | 1917 - 1918 |
| 42  | George Shields                | 1919 - 1920 |
| 43  | Albert William Monds          | 1921 - 1922 |
| 44  | George Shields                | 1923        |
| 45  | Claude Ernest Weymouth James  | 1924        |
| 46  | John Featherstone Ockerby     | 1925        |
| 47  | Alexander Arthur Evans        | 1926        |
| 48  | Howard Charles Linney Barber  | 1927 - 1928 |
| 49  | Robert Martin Osborne         | 1929 - 1930 |
| 50  | Frank Boatwright              | 1931        |
| 51  | Albert William Monds          | 1932        |
| 52  | Allen W.Hollingsworth         | 1933 - 1934 |
| 53  | Eric Ernest                   | 1935 - 1936 |
| 54  | Frank Warland Browne          | 1937        |
| 55  | Albert Edwin Wyett            | 1938 - 1939 |
| 56  | John Featherstone Ockerby     | 1939        |
| 57  | Frank Boatwright              | 1940 - 1941 |
| 58  | Desmond Tasman Oldham         | 1942 - 1943 |
| 59  | William Clark                 | 1944 - 1945 |
| 60  | Allen W.Hollingsworth         | 1946        |
| 61  | Desmond Tasman Oldham         | 1947        |
| 62  | Norman Henry Denham Henty     | 1948 - 1949 |
| 63  | Allen W.Hollingsworth         | 1950        |
| 64  | Sinclair Jeavons Thyne        | 1951 - 1952 |
| 65  | Hedley George Pitt            | 1953 - 1954 |
| 66  | Brian Marshall Thornley       | 1955        |
| 67  | Dorothy Edna Annie Edwards    | 1956 - 1957 |
| 68  | James Sinclair Taylor McGowen | 1958 - 1959 |
| 69  | Frederick James Clark White   | 1960 - 1961 |
| 70  | William Hector Maxwell Fry    | 1962 - 1963 |
| 71  | Reginald John David Turnbull  | 1964 - 1965 |
| 72  | Clarence Gandy Pryor          | 1966 - 1967 |
| 73  | Frank Bernard King            | 1968 - 1969 |
| 74  | Richard Martin Green          | 1970 - 1971 |
| 75  | Harry Medcalf Fisher          | 1972 - 1973 |
| 76  | David Vincent Gunn            | 1974 - 1975 |
| 77  | Thomas Dudley Room            | 1975 - 1977 |
| 78  | Maxwell George Cleaver        | 1978 - 1979 |
| 79  | Barbara Tweed Payne           | 1980 - 1981 |
| 80  | Reginald Blaydon Walker       | 1982 - 1983 |
| 81  | Donald George Wing            | 1983 - 1985 |
| 82  | T.W.Deutchmann                | 1985        |
| 83  | Donald George Wing            | 1985 - 1986 |
| 84  | Ananias(Jimmy) Tsinoglou      | 1987 - 1989 |
| 85  | Graeme Wesley Beams           | 1990 - 1992 |
| 86  | Anthony(Tony) Clarence Peck   | 1993 - 1996 |
| 87  | John Baden Lees               | 1996 - 2001 |

## od 2001
| Lp. | Burmistrz         | Lata        |
| --- | ----------------- | ----------- |
| 88  | Annette Waddle    | 2001 - 2002 |
| 89  | Janie Dickenson   | 2002 - 2005 |
| 90  | Ivan Dean         | 2005 - 2007 |
| 91  | Albert Van Zetten | 2007 -      |